# Балькув
Балькув (пол. Balków) — село в Польщі, у гміні Пйонтек Ленчицького повіту Лодзинського воєводства.
Населення — 431 особа (2011).
У 1975-1998 роках село належало до Плоцького воєводства.

## Демографія
Демографічна структура станом на 31 березня 2011 року:
|          | Загалом | Допрацездатний вік | Працездатний вік | Постпрацездатний вік |
| -------- | ------- | ------------------ | ---------------- | -------------------- |
| Чоловіки | 212     | 55                 | 131              | 26                   |
| Жінки    | 219     | 52                 | 107              | 60                   |
| Разом    | 431     | 107                | 238              | 86                   |